# Гимн Атону
Гимн Атону — обозначение древнеегипетского религиозного текста XVIII династии (Новое царство) периода правления фараона Эхнатона (ок. 1351—1334 годы до н. э., Амарнский период). Гимн посвящён богу Атону (атонизм).